# Kiess (Mondkrater)
Kiess ist ein Einschlagkrater am Ostrand der Mondvorderseite am Südrand des Mare Smythii, östlich des Kraters Kästner und südlich von Haldane. Der Krater ist sehr flach, da das Innere mit den Laven des Mare geflutet wurde.
Der Krater wurde 1973 von der IAU nach dem US-amerikanischen Astronomen Carl Clarence Kiess offiziell benannt.